# Remi Piryns
 (juillet 2013).
Si vous disposez d'ouvrages ou d'articles de référence ou si vous connaissez des sites web de qualité traitant du thème abordé ici, merci de compléter l'article en donnant les références utiles à sa vérifiabilité et en les liant à la section « Notes et références ».
Remi Piryns, né le 16 août 1920 à Moerzeke et décédé le 10 août 2004 à Wavre-Notre-Dame, est un juriste belge, défenseur de la conception d'une Grande-Néerlande. 

## Biographie
Il étudia à l'Université catholique de Louvain et fut membre actif du Katholiek Vlaams Hoogstudentenverbond (KVHV) de Louvain, une association étudiante catholique.  Il devint praeses du KVHV et rédacteur en chef de son périodique Ons Leven. 
Il fut vice-président de l’Algemeen-Nederlands Verbond (ANV), et président de l’Algemeen Nederlands Congres vzw (ANC), qui organisait dans l'ombre de l'ANV des congrès thiois pendant de nombreuses années.  Cela a conduit, entre autres, à la distribution du Prix ANV-Visser Neerlandia au Algemeen Nederlands Congres vzw en 1981, en particulier en raison de l'organisation de la 38e congrès général néerlandais.  Piryns s'efforça toute sa vie de promouvoir une coopération plus étroite entre les Pays-Bas et la Flandre. 
Pendant la répression, il écrivit, dans la prison de Lokeren, la célèbre chanson Gebed voor het Vaderland (Prière pour la patrie), mise en musique par son codétenu Gaston Feremans : 
| Poème Gebed voor het Vaderland (Prière pour la patrie) | |
| Version originale : | Traduction (libre) en français : |
| Heer, laat het Prinsenvolk der oude Nederlanden Niet ondergaan in haat, in broedertwist en schande; Maak dat uit d'oude bron nieuw leven nogmaals vloeit, Schenk ons de taaie kracht om fier, vol vroom vertrouwen, Met nooit gebroken moed ons land herop te bouwen, Tot statig als een eik voor U ons volk herbloeit. | Seigneur, ne laissez pas le peuple princier des anciens Pays-Bas Sombrer dans la haine, dans la lutte fratricide et la honte; Faites que la vie se renouvelle à la source ancienne Donnez-nous cette force tenace pour qu'on puisse, fier et plein de foi dévote, Vigoureusement reconstruire notre pays Jusqu'à ce que, majestueux comme un chêne devant vous, notre peuple ressurgisse. |

Avec son beau-frère Daniel Merlevede, Piryns créa également le Rommelpot, un magazine satirique dénonçant les abus de la répression. 
Piet Piryns, ancien journaliste de De Morgen, est son fils, et la politicienne Freya Piryns du parti écologiste flamand Groen! est sa petite-fille.